# Diepe operatie
Een diepe operatie is een begrip uit de krijgskunde, waarbij beoogd wordt de vijand systematisch te verzwakken door achter de frontlijn aan te vallen.

## Oorsprong
De theorie van de diepe operatie (Russisch: Теория глубокой операции, Teoria gloebokoj operatsi) werd in de jaren 20 van de 20ste eeuw binnen het Rode Leger geconcipieerd en wordt verbonden met de namen van Vladimir Triandafillov en Michail Toechatsjevski. Zij stond in contrast tot de zogenaamde afmattingsstrategie die door Aleksandr Svetsjin in Moskou geleerd werd en als doel had de vijand te verzwakken door een serie van kleinere krijgshandelingen. De theorie van de diepe operatie werd ontwikkeld om de voordelen van de nieuwe technische mogelijkheden uit te buiten, zoals de inzet van tanks, vliegtuigen, gifgas en vooral langeafstandsartillerie. Vanaf de jaren 1930 maakte de theorie deel uit van de sovjet campagneregels.

## Principe
Doorslaggevend voor diepe operaties is het idee dat de vijand als systeem te betrachten is, dat zijn kracht uit zijn organisatie put. Het doel van een diepe operatie is dit systeem plotseling uit zijn verband te halen door het effect van de oedar, een schokreactie. Drie aspecten worden bij dit effect onderscheiden:
- geografisch - door de communicatielijnen en de verzorgingslijnen tot ca. 100 km achter de frontlijn te verstoren

- chronologisch - door tegelijkertijd aan het front en het achterland aan te vallen om de cohesie van de verschillende legeronderdelen te verstoren en hierbij het juiste moment voor een grote aanval te kiezen

- psychologisch - de uiteindelijke bedoeling van de acties wordt gemaskeerd door meerdere acties tegelijkertijd uit te voeren en desinformatie te strooien, waardoor een verrassingseffect ontstaat

## Uitvoering
Diepe operaties maakten deel uit van de Operatie Bagration tijdens de Tweede Wereldoorlog, bij het Weichsel-Oderoffensief en bij de verovering van Mandsjoerije.
In de oorlog tussen Rusland en Oekraïne maken beide partijen gebruik van diepe operaties, wat resulteert in de intensieve inzet van langeafstandsraketten, langeafstandsartillerie en dronen.
In de Nederlandse Koninklijke Landmacht wordt het concept van de diepe operatie steeds meer opgenomen, zoals in de oefening Deep Strike in 2018.